# Fintice
Fintice (in ungherese Finta) è un comune della Slovacchia facente parte del distretto di Prešov, nella regione omonima.